# Lowick (Duitsland)
Lowick is een stadsdeel van de Duitse stad Bocholt, dat tot 1974 een zelfstandige gemeente was. Het ligt in Kreis Borken in Noordrijn-Westfalen.
Barlo · Biemenhorst · Hemden · Holtwick · Lankern · Liedern · Lowick · Mussum · Spork · Stenern · Suderwick